# Ден Керш
Ден Керш, рођен 27. децембра 1961. у Еш сир Алзету (Луксембург), луксембуршки је политичар, члан Луксембуршке партије социјалистичких радника (ЛСАП). Од  5. децембра 2018. , он је министар спорта, рада, запошљавања, социјалне економије и солидарности. 
Од 4. децембра 2013. до 5. децембра 2018. био је министар унутрашњих послова, државне службе и реформе у влади Гзавијеа Бетеа и Етјена Шнајдера . 

## Белешке и референце
- „Biographie de Dan Kersch” (на језику: француски). 2012-06-12. Архивирано из оригинала 25. 04. 2020. г. Приступљено 2018-04-14.